# Agustín Rubín de Ceballos
Agustín Rubín de Ceballos (Dueñas, Palencia, 24 de junio de 1724 - Madrid, 8 de febrero de 1793) fue un religioso español, obispo de Jaén e Inquisidor General de España.

## Biografía
Hijo de Juan Francisco Rubín de Ceballos e Isabel Bravo Burgos, fue bautizado en la iglesia parroquial de Dueñas el 9 de julio de 1724. En 1774 fue nombrado canónigo de la Catedral de Cuenca, aunque en 1779 —a la muerte del obispo de Jaén, Antonio Gómez de la Torre y Jarabeitia— Carlos III lo propuso para ocupar dicho cargo, nombrándole además consejero suyo ante la Santa Sede.
Durante su mandato como obispo de Jaén (1780-1793) se hizo cargo de las obras del altar mayor y del retablo de San Eufrasio, dedicándole una capilla en la catedral de Jaén con el dinero que, según él mismo dijo, le correspondía por su cargo de Inquisidor general. Gracias a este cargo contribuyó también a la política de Floridablanca de establecer un "cordón sanitario" para evitar el contagio de las ideas revolucionarias procedentes del otro lado de los Pirineos, publicando en 1790 un nuevo Índice de libros prohibidos y un edicto en que se prohibía la circulación de impresos que propagaran ideas revolucionarias.
Fue nombrado miembro honorario de la Orden de Carlos III en 1791 y fue también un mecenas de las artes en su pueblo natal donde mandó construir la sacristía que se conserva actualmente y un nuevo retablo para la patrona que fue víctima de un incendio en 1948, desapareciendo por completo. 
Aunque su muerte ocurrió en Madrid, su cuerpo fue trasladado, según su deseo expuesto en su testamento, a Jaén para ser enterrado en la Capilla de San Eufrasio de la catedral.